# Churchill Falai Baldeh
Ahmad Churchill Falai Baldeh (* im 20. Jahrhundert) ist ein gambischer Politiker.

## Leben
| Parlamentswahl | Stimmen | Stimmanteil |
| -------------- | ------- | ----------- |
| 1997           | 6.046   | 57,10 %     |
| 2002           | n/a     | gewählt     |

Churchill Falai Baldeh trat als Kandidat der Alliance for Patriotic Reorientation and Construction (APRC) bei den Parlamentswahlen in Gambia 1997 im Wahlkreis Upper Fulladu West an. Er erlangte vor seinen Gegenkandidaten Amadou Sanneh von der United Democratic Party die Mehrheit der Stimmen und erlangte dadurch einen Sitz in der Nationalversammlung. Bei den folgenden Parlamentswahlen 2002 verteidigte er sein Wahlkreis vor sein Gegenkandidaten Saidou Jallow von der National Reconciliation Party (NRP). Baldeh fungierte zu dieser Zeit auch als Mehrheitsführer (Majority Leader) in der Nationalversammlung. Bei den Wahlen 2007 trat Baldeh nicht an.
Baldeh schloss sich der 2013 gegründete Gambia Consultative Council (GCC), einer überparteilichen oppositionelle Bewegung gegen Yahya Jammeh, in New York an.